# Gingst
Gingst er en by og kommune i det nordøstlige Tyskland, beliggende under Landkreis Vorpommern-Rügen på øen Rügen. Landkreis Vorpommern-Rügen ligger i delstaten Mecklenburg-Vorpommern. I Gingst findes forlystelsesparken Rügenpark.

## Geografi
Gingst er beliggende ca. 15 km vest for Bergen auf Rügen ved bugten Koselower See ved Østersøen. Ud for kommunen ligger øen Ummanz. Gingst grænser op til Nationalpark Vorpommersche Boddenlandschaft.

### Landsbyer og bebyggelser
- Güstin
- Haidhof
- Kapelle
- Presnitz
- Steinshof
- Teschvitz
- Volsvitz